# 三宅一夫
三宅一夫（みやけ かずお、1885年（明治18年）4月1日 - 1946年（昭和21年）4月18日）は囲碁の棋士。広島県出身、七段。本因坊秀哉門、棋正社などを経て、名古屋に東海棋院を設立し、中京碁界の発展に尽くした。

## 経歴
広島県佐伯郡高田村に生まれる。独学で碁を学び、関西地方を中心にした旅回りの賭け碁で腕を磨いた。1913年（大正2年）に本因坊秀哉から二段を認められる。
1917年に結婚し、義父の要請で名古屋永住を決意、碁会所を経営しながら、碁盤の製造・販売などで生計を立てた。この年四段に進み、続いて五段を望んだが果たせず、高部道平を通して1927年（昭和2年）に棋正社から五段を贈られる。1929年に名古屋新聞の援助を得て、東海棋院を立ち上げ、六段となる。東海棋院はのちに中部囲碁連盟に改称。
1931年（昭和6年）に東京を訪ね、日本棋院の棋士と対局、瀬越憲作七段に二子、橋本宇太郎四段に先で敗れている。1932年七段。1933年、広瀬平治郎、稲垣日省とともに名古屋囲碁大会を開催。1945年に米軍空襲により中部囲碁連盟の建物が全焼、福島県に疎開し、終戦後に名古屋に戻る。1946年死去。下手打ちの名人とも呼ばれた。1967年の22回忌に、日本棋院より七段を追贈された。
門下に酒井通温、島村俊廣がいる。島村は1925年に入門して1年後に上京して鈴木為次郎門下となっている。